# 金馬獎
金馬獎（簡寫為）是臺灣每年舉行的電影獎頒獎典禮，也是歷史最悠久的華語電影獎，今為華語電影業界最具影響力與代表性的電影獎之一、最為包容的電影獎，亦為華語暨華人電影創作的最高榮譽，享有「華語的奧斯卡金像獎」的美譽，並獲美國影藝學院認可，其得獎作品將獲競逐奧斯卡金像獎候選資格。
「金馬」之名取自金門及馬祖地名的字首。金馬獎於1962年創辦，初由行政院新聞局主辦，1990年起交由臺北金馬影展執行委員會（簡稱金馬執委會）主辦。每年舉行一次頒獎典禮，迄今已舉辦超過60屆；現行凡作品符合逾半對白使用華語，或（短片）導演皆為華人／（長片）主創工作人員半數以上為華人者，皆能報名角逐。
金馬獎母體演變至今，名為「台北金馬影展」，其下包括金馬獎、金馬國際影展、金馬奇幻影展、金馬經典影展。
金馬獎、金鐘獎、金曲獎並列為臺灣三大娛樂獎，合稱為「三金」，台灣三金藝人即曾入圍過上述三大獎項的影視音從業人員。亦有另類非官方說法將金馬獎、「香港電影金像獎」、「中国电影金鸡奖」並稱為「三金」。

## 歷史沿革

### 前身
金馬獎前身，是1956年5月1日所公布的「海外國產國語影片獎助金申請辦法」，當時的國語影片絕大部分在香港拍攝，為了爭取香港電影公司拍攝迎合臺灣政治立場電影，避免香港影人倒向支持中共，同時也為了彌補香港電影公司在臺灣上映購買結匯證明產生的匯兌損失，故公布此一辦法。到1958年，海外國產國語影片獎助金開放國內電影公司申請，改名為「獎勵國語影片辦法」。由於此一獎助辦法原本是為爭取香港電影公司而開辦，所以一開始的規定就允許海外華僑電影公司申請，並規定方言影片只要有國語拷貝就視為國語片，得申請獎助。

#### 同名獎項
1957年正值臺語電影的興盛時期，徵信新聞報舉辦第1屆臺語片電影展覽會，俗稱臺語片影展，於11月30日在臺北市國際學舍舉行頒獎典禮，由徵信新聞報社長余紀忠主持；當時有32部電影參與角逐，影展仿效美國奧斯卡金像獎模式，由頒獎人將獎項交給受獎者。獎項類別可分為：由專業評審選定的「金馬獎」11項，觀眾票選的「銀星獎」10名，另增設有「榮譽獎」1名和「觀眾票選優勝獎」10名，這是「金馬獎」之名首次在正式場合出現；不過臺語片影展只舉辦一屆就停辦。

### 緣起
1962年，中華民國政府為促進國內電影事業的發展，獎勵優良國語影片和優秀電影工作者，由行政院新聞局創設了第1屆金馬獎。 「金馬」二字源自金門、馬祖兩外島地名的字首；由於金、馬兩地為冷戰背景下，中華民國政權與中國大陸軍事對峙的最前線，該獎以「金馬」命名旨在鼓勵中華民國電影業界，能效法前線國軍官兵們堅強奮發的精神，努力開創新局。 此外，它也符合全球主要影展名稱以「金字招牌」為號召的潮流。金馬獎自1968年起改由教育部文化局主辦，1984年起再改由新聞局主辦、民間電影團體輪流協辦。直到1990年，為順應公營事業民營化政策，新聞局宣佈決定將金馬獎和金鐘獎、金曲獎等「三金典禮」由官方全部轉交民間團體主辦。
1990年5月16日，電影聯合會議中決定成立常設機構及執行委員會，也就是後來的「台北金馬國際影展執行委員會」。 但由於該執行委員會為非法人組識，其法律定位備受各界質疑，新聞局與各團體研商後將該會併入中華民國電影事業發展基金會。 1991年7月1日，在臺北市影片商業同業公會強力要求下，新聞局全面退出中華民國電影事業發展基金會的會務。此後金馬獎由中華民國電影事業發展基金會統籌主辦，但仍接受新聞局的公款補助。該基金會所屬「台北金馬國際影展執行委員會」在1992年更名「台北金馬影展執行委員會」（俗稱「金馬執委會」），執行委員會設主席1名，成員為7至11名學者專家及電影從業人員。會務則交由執行長負責推動，下設5個部門，行政部負責行政事務、票務作業、貴賓接待等工作，行銷部負責宣傳造勢、異業合作、週邊活動等業務，競賽部負責影片競賽、金馬獎頒獎典禮，創投會議部負責創投會議之推動與執行，影展部則負責國際影展內容策劃、影片及影人邀約、字幕翻譯製作、拷貝運送及影展現場執行等各項事宜。

## 競逐資格
創立之初，金馬獎為了獎勵國語影片，規定報名角逐的影片須獲得准演執照，內容以國語發音或配音，能配合政策或具深厚倫理教育意義，且申請者須為臺灣境內製片公司、曾參加臺灣當地自由公會或經使領館認可的華僑廠商。1983年《兒子的大玩偶》因影片發音引發參賽資格爭議，新聞局決議因片中臺語對白未超過全片一半，准許報名。1989年《三個女人的故事》由於查無中國大陸資金領有准演執照，得以保留參賽資格；但瑞士籍的斯琴高娃則因不具臺灣、香港兩地演員身分，無緣角逐最佳女主角獎項。1991年起，只要是華裔人士都可參加個人獎項的報名，但需加入臺灣、香港兩地的電影團體者為限，例如以《愛情萬歲》獲得1994年最佳導演的馬來西亞籍華裔導演蔡明亮。陸委會在1992年通過開放中國大陸編導演比例不超過半數的電影上映後，金馬執委會緊接著在1993年開放符合此資格影片報名，同時該片的從業人員也可以參加個人獎項的報名，但外籍人士需參加3部以上臺灣電影製作，並提出加入臺灣、香港兩地相關電影團體的證明書始可報名，例如以《東邪西毒》獲得1994年最佳攝影的澳洲籍攝影師杜可風。1994年，金馬執委會決議中國大陸編導演比例超過半數的影片，即使得到第一類國際影展競賽單元獎項並取得准演執照，仍無法參加金馬獎。1996年起，只要影片是以華語為主要發音語言，不限出品國、資金結構或演職員國籍，都可報名參賽，中國大陸電影首度納入參賽範圍。
金馬獎自1997年起定位為全球華語影片競賽。1999年起進一步取消報名影片須獲得准演執照和中國大陸影片須獲得中國大陸有關單位認證的資格限制。2000年起，只要影片的主要創作人員有半數為臺灣電影人，都享有評審團大獎和特別獎的報名資格。2003年起也不再限定須以華語為「主要」發音，只要片中涉及華人地區所使用的主要語言或方言，都可報名，例如90%對白為日語的《吳清源》在2006年入圍；以賽德克語和日語為主的《賽德克·巴萊》獲得2011年最佳劇情片等5個獎項。2007年起，因應跨國合作的趨勢，只要導演加上半數主要創作人員為華人的影片都可報名。2010年起，導演和其他主要創作人員中有5名（含）以上為華人的影片都能角逐，例如非華人主演的《臉》獲得2010年最佳美術設計和最佳造型設計；《台北星期天》獲得2011年最佳新導演；以及而為了因應數位技術的發展，符合在臺灣戲院公開映演達首週20場的非35釐米或16釐米規格影片，自2009年起允許報名。之後為因應數位放映趨勢，報名影片放映規格自2013年起規定必須是35釐米拷貝或DCP數位檔案。2016年起，導演和其他主要創作人員中有7名（含）以上為華人的影片都能角逐，詳細的報名資格可至金馬獎的官方網站查詢。

## 評審制度
1978年，時任行政院新聞局代理局長宋楚瑜於邀請影壇人士座談徵詢意見後，決定仿效奧斯卡金像獎實施兩階段評審制度，即第一階段評審閱畢全部參賽影片後，開會討論，表決提出入圍影片及各單項名單並公佈，然後再評選得獎名單、於頒獎典禮時公布最後結果；此制於1978年試辦、自1979年起正式實施。1982年，臺灣新浪潮電影由《光陰的故事》發端，一時蔚為風潮，更在焦雄屏、黃建業等「新派」影評人的大力推介下，成為當時臺灣藝文界的新興潮流。但在1984年後，多部走新浪潮電影路線的影片票房收益不佳，使這股風潮受到一些「舊派」影評人的質疑，引發了新舊影評之爭，並且延續到了金馬獎的評審上。由於臺灣新浪潮電影符合多數評審的喜好，因此評審團的結論常被解讀為偏重鼓勵藝術色彩濃厚的創作，但其藝術化、抽象化等呈現手法，往往無法反映市場的風向，形成叫好不叫座的評價。又金馬獎歷來是採取似法國戛纳电影节的評審團制度，每年評審團組成不同也會導致得獎影片品味分歧，令外界無從預料。評審過程缺乏廣泛性和代表性，也無觀眾參與，常招致獲獎名單多元性不足等質疑，曾引起許多香港和中國大陸電影人的不滿和杯葛。過去甚至認為，重視藝術並受評番青睞的藝術電影，以及重視票房卻不受評番青睞的商業電影，只能選擇或偏重其中一種取向來製作。包括焦雄屏、侯孝賢、蔡明亮、王晶和陳嘉上在內的電影工作者，都曾批評金馬獎的「小圈子」評審制度，並呼籲金馬獎設立類似香港電影金像獎由專業影評人等團體和各界觀眾組成評審團，採取多輪、多人、多層面的電影評審制度，以期兼顧各方電影專業和商業市場考量。
金馬獎的評審委員是由金馬執委會遴選電影從業人員和影評人等10多名專業人士組成，親自全程參與審片工作，但不得連續兩年擔任。電影基金會董監事、金馬執委會執行委員和當屆有製作影片參賽者都不能擔任評委。評審工作分為初選、複選和決選三個階段。所有報名影片進入初選階段後，透過公開討論和不記名投票方式進行評選，須獲半數以上初審委員推薦才能進入複選階段。複審委員再對影片類、個人類獎項和年度臺灣傑出電影工作者進行公開討論、不記名投票，進而產生入圍名單；名單經評審團簽名後，於複選會議結束後召開記者會公佈。決選會議在頒獎典禮當天召開，針對入圍名單公開討論和不記名投票，得獎者須獲半數以上複選和決選評委支持；且僅有當屆評審團主席、金馬執委會執行長和律師知道得獎結果，經由專業律師公證彌封後，才在頒獎典禮中揭曉。由於金馬獎評審委員須在嚴格規定和監督下完成審片、討論和投票程序，過程嚴謹絲毫不受外界影響，加上參賽影片無地域限制的包容性，造就它逾半世紀來在華語電影獎項中最具公信與聲望，被得獎者視為最受肯定和至高榮譽的主因。
| 屆數 | 頒獎日期       | 評審團主席 |
| ---- | -------------- | ---------- |
| 1    | 1962年10月31日 |            |
| 2    | 1963年10月31日 |            |
| －   | 1964年         |            |
| 3    | 1965年10月30日 |            |
| 4    | 1966年10月30日 |            |
| 5    | 1967年10月30日 |            |
| 6    | 1968年10月30日 |            |
| 7    | 1969年10月30日 |            |
| 8    | 1970年10月30日 |            |
| 9    | 1971年10月30日 |            |
| 10   | 1972年10月30日 |            |
| 11   | 1973年10月30日 |            |
| －   | 1974年         |            |
| 12   | 1975年10月30日 |            |
| 13   | 1976年10月30日 |            |
| 14   | 1977年10月30日 |            |
| 15   | 1978年10月31日 |            |
| 16   | 1979年11月2日  |            |
| 17   | 1980年11月3日  |            |
| 18   | 1981年10月30日 |            |
| 19   | 1982年10月24日 |            |
| 20   | 1983年11月16日 |            |
| 21   | 1984年11月18日 |            |
| 22   | 1985年11月3日  |            |
| 23   | 1986年11月29日 |            |
| 24   | 1987年10月29日 |            |
| 25   | 1988年11月5日  |            |
| 26   | 1989年12月9日  |            |
| 27   | 1990年12月15日 |            |
| 28   | 1991年12月4日  |            |
| 29   | 1992年12月12日 |            |
| 30   | 1993年12月4日  |            |
| 31   | 1994年12月10日 |            |
| 32   | 1995年12月9日  |            |
| 33   | 1996年12月14日 |            |
| 34   | 1997年12月13日 | 徐天榮     |
| 35   | 1998年12月12日 | 徐天榮     |
| 36   | 1999年12月12日 | 饒曉明     |
| 37   | 2000年12月2日  | 羅慧明     |
| 38   | 2001年12月8日  | 虞戡平     |
| 39   | 2002年11月16日 | 侯孝賢     |
| 40   | 2003年12月13日 | 王童       |
| 41   | 2004年12月4日  | 許鞍華     |
| 42   | 2005年11月13日 | 陳耀圻     |
| 43   | 2006年11月25日 | 張昌彥     |
| 44   | 2007年12月8日  | 焦雄屏     |
| 45   | 2008年12月6日  | 焦雄屏     |
| 46   | 2009年11月28日 | 虞戡平     |
| 47   | 2010年11月20日 | 黃建業     |
| 48   | 2011年11月26日 | 張艾嘉     |
| 49   | 2012年11月24日 | 劉德華     |
| 50   | 2013年11月23日 | 李安       |
| 51   | 2014年11月22日 | 陳冲       |
| 52   | 2015年11月21日 | 陳國富     |
| 53   | 2016年11月26日 | 許鞍華     |
| 54   | 2017年11月25日 | 吳念真     |
| 55   | 2018年11月17日 | 鞏俐       |
| 56   | 2019年11月23日 | 王童       |
| 57   | 2020年11月21日 | 李屏賓     |
| 58   | 2021年11月27日 | 黃建業     |
| 59   | 2022年11月19日 | 許鞍華     |
| 60   | 2023年11月25日 | 李安       |
| 61   | 2024年11月23日 | 譚家明     |
| 62   | 2025年11月22日 |            |

## 頒獎典禮
早年的金馬獎並無入圍名單，得獎者也是提前公布，所有的得獎者皆排排站的由長官頒獎。一直到1978年才有入圍名單，而當年的頒獎典禮也都選在10月30日或31日於臺北市中山堂舉辦，藉以向前總統蔣中正祝壽。 由於早期中國大陸和香港並未設置類似的電影競賽，金馬獎因此受到臺灣和香港電影從業人員格外的重視；自1970年代以來，在很長一段時間內成為華語電影界最受矚目的電影盛會，甚至多次邀請好萊塢、日本及韓國明星擔任頒獎嘉賓，增添典禮聲色之餘也打開國際間的知名度，時至今日在華語電影界仍深具影響力和指標性意義。

## 歷屆獎項
| 年份 | 屆次 | 最佳劇情片             | 最佳導演                 | 最佳男主角                  | 最佳女主角                                |
| 1962 | 1    | 《星星月亮太阳》       | 陶秦《千娇百媚》         | 王引《手枪》                | 尤敏《星星月亮太阳》                      |
| 1963 | 2    | 《梁山伯与祝英台》     | 李翰祥《梁山伯与祝英台》 | 唐菁《黑夜到黎明》          | 乐蒂《梁山伯与祝英台》                    |
| 1965 | 3    | 《养鸭人家》           | 李行《养鸭人家》         | 葛香亭《养鸭人家》          | 李丽华《故都春梦》                        |
| 1966 | 4    | 《西施》               | 李翰祥《西施》           | 赵雷《西施》                | 归亚蕾《烟雨濛濛》                        |
| 1967 | 5    | 《我女若兰》           | 李嘉《我女若兰》         | 欧威《故乡劫》              | 江青《几度夕阳红》                        |
| 1968 | 6    | 《路》                 | 白景瑞《寂寞的十七岁》   | 崔福生《路》                | 凌波《烽火万里情》                        |
| 1969 | 7    | 《小镇春回》           | 白景瑞《新娘与我》       | 杨群《扬子江风云》          | 李丽华《扬子江风云》                      |
| 1970 | 8    | 《家在台北》           | 张曾泽《路客与刀客》     | 葛香亭《高山青》            | 归亚蕾《家在台北》                        |
| 1971 | 9    | 《缇萦》               | 丁善玺《落鹰峡》         | 王引《缇萦》                | 卢燕《董夫人》                            |
| 1972 | 10   | 《秋决》               | 李行《秋决》             | 欧威《秋决》                | 翁倩玉《真假千金》                        |
| 1973 | 11   | 《忍》                 | 程刚《十四女英豪》       | 杨群《忍》                  | 上官灵凤《马路小英雄》                    |
| 1975 | 12   | 《吾土吾民》           | 刘艺《长情万缕》         | 秦祥林《长情万缕》          | 卢燕《倾国倾城》                          |
| 1976 | 13   | 《梅花》               | 张佩成《狼牙口》         | 常枫《香花与毒草》          | 徐枫《刺客》                              |
| 1977 | 14   | 《笕桥英烈传》         | 张曾泽《笕桥英烈传》     | 秦祥林《人在天涯》          | 陈秋霞《秋霞》                            |
| 1978 | 15   | 《汪洋中的一条船》     | 李行《汪洋中的一条船》   | 秦汉《汪洋中的一条船》      | 恬妞《蒂蒂日记》                          |
| 1979 | 16   | 《小城故事》           | 胡金铨《山中传奇》       | 柯俊雄《黄埔军魂》          | 林凤娇《小城故事》                        |
| 1980 | 17   | 《早安台北》           | 王菊金《六朝怪谈》       | 王冠雄《茉莉花》            | 徐枫《源》                                |
| 1981 | 18   | 《假如我是真的》       | 徐克《夜来香》           | 谭咏麟《假如我是真的》      | 张艾嘉《我的爷爷》                        |
| 1982 | 19   | 《辛亥双十》           | 章国明《边缘人》         | 艾迪《边缘人》              | 汪萍《武松》                              |
| 1983 | 20   | 《小毕的故事》         | 陈坤厚《小毕的故事》     | 孙越《搭错车》              | 陆小芬《看海的日子》                      |
| 1984 | 21   | 《老莫的第二个春天》   | 麦当雄《省港旗兵》       | 李修贤《公仆》              | 杨惠姗《小逃犯》                          |
| 1985 | 22   | 《我这样过了一生》     | 张毅《我这样过了一生》   | 周润发《等待黎明》          | 杨惠姗《我这样过了一生》                  |
| 1986 | 23   | 《恐怖分子》           | 吴宇森《英雄本色》       | 狄龙《英雄本色》            | 张艾嘉《最爱》                            |
| 1987 | 24   | 《稻草人》             | 王童《稻草人》           | 周润发《秋天的童话》        | 梅艳芳《胭脂扣》                          |
| 1988 | 25   | 《七小福》             | 罗启锐《七小福》         | 万梓良《大头仔》            | 郑裕玲《星星月亮太阳》                    |
| 1989 | 26   | 《三个女人的故事》     | 侯孝贤《悲情城市》       | 陈松勇《悲情城市》          | 张曼玉《三个女人的故事》                  |
| 1990 | 27   | 《滚滚红尘》           | 严浩《滚滚红尘》         | 梁家辉《爱在他乡的季节》    | 林青霞《滚滚红尘》                        |
| 1991 | 28   | 《牯岭街少年杀人事件》 | 王家卫《阿飞正传》       | 郎雄《推手》                | 张曼玉《阮玲玉》                          |
| 1992 | 29   | 《无言的山丘》         | 王童《无言的山丘》       | 成龙《警察故事III超级警察》 | 陈令智《浮世恋曲》                        |
| 1993 | 30   | 《喜宴》               | 李安《喜宴》             | 成龙《重案组》              | 吴家丽《赤裸的诱惑》                      |
| 1994 | 31   | 《爱情万岁》           | 蔡明亮《爱情万岁》       | 梁朝伟《重庆森林》          | 陈冲《红玫瑰白玫瑰》                      |
| 1995 | 32   | 《女人四十》           | 侯孝贤《好男好女》       | 林扬《超级大国民》          | 萧芳芳《女人四十》                        |
| 1996 | 33   | 《阳光灿烂的日子》     | 姜文《阳光灿烂的日子》   | 夏雨《阳光灿烂的日子》      | 萧芳芳《虎度门》                          |
| 1997 | 34   | 《甜蜜蜜》             | 陈果《香港制造》         | 谢君豪《南海十三郎》        | 张曼玉《甜蜜蜜》                          |
| 1998 | 35   | 《天浴》               | 陈冲《天浴》             | 洛桑群培《天浴》            | 李小璐《天浴》                            |
| 1999 | 36   | 《千言万语》           | 许鞍华《千言万语》       | 柯俊雄《一代枭雄曹操》      | 李丽珍《千言万语》                        |
| 2000 | 37   | 《卧虎藏龙》           | 杜琪峰《枪火》           | 吴镇宇《枪火》              | 张曼玉《花样年华》                        |
| 2001 | 38   | 《榴莲飘飘》           | 关锦鹏《蓝宇》           | 刘烨《蓝宇》                | 秦海璐《榴莲飘飘》                        |
| 2002 | 39   | 《美丽时光》           | 陈果《香港有个荷里活》   | 黎明《三更之回家》          | 李心洁《见鬼》                            |
| 2003 | 40   | 《无间道》             | 刘伟强、麦兆辉《无间道》 | 梁朝伟《无间道》            | 吴君如《金鸡》                            |
| 2004 | 41   | 《可可西里》           | 杜琪峰《大事件》         | 刘德华《无间道3：终极无间》 | 杨贵媚《月光下，我记得》                  |
| 2005 | 42   | 《功夫》               | 周星驰《功夫》           | 郭富城《三岔口》            | 舒淇《最好的时光》                        |
| 2006 | 43   | 《父子》               | 陈可辛《如果，爱》       | 郭富城《父子》              | 周迅《如果·爱》                           |
| 2007 | 44   | 《色·戒》              | 李安《色·戒》            | 梁朝伟《色·戒》             | 陈冲《意》                                |
| 2008 | 45   | 《投名状》             | 陈可辛《投名状》         | 张涵予《集结号》            | 刘美君《我不卖身，我卖子宫》              |
| 2009 | 46   | 《不能没有你》         | 戴立忍《不能没有你》     | 张家辉《证人》 黄渤《斗牛》 | 李冰冰《风声》                            |
| 2010 | 47   | 《当爱来的时候》       | 钟孟宏《第四张画》       | 阮经天《艋舺》              | 吕丽萍《玩酷青春》                        |
| 2011 | 48   | 《赛德克·巴莱》        | 许鞍华《桃姐》           | 刘德华《桃姐》              | 叶德娴《桃姐》                            |
| 2012 | 49   | 《神探亨特张》         | 杜琪峰 《夺命金》        | 刘青云《夺命金》            | 桂纶镁《女朋友男朋友》                    |
| 2013 | 50   | 《爸妈不在家》         | 蔡明亮《郊游》           | 李康生《郊游》              | 章子怡《一代宗师》                        |
| 2014 | 51   | 《推拿》               | 许鞍华《黄金时代》       | 陈建斌《一个勺子》          | 陈湘琪《回光奏鸣曲》                      |
| 2015 | 52   | 《刺客聂隐娘》         | 侯孝贤《刺客聂隐娘》     | 冯小刚《老炮儿》            | 林嘉欣《百日告别》                        |
| 2016 | 53   | 《八月》               | 冯小刚《我不是潘金莲》   | 范伟《不成问题的问题》      | 周冬雨《七月与安生》 马思纯《七月与安生》 |
| 2017 | 54   | 《血观音》             | 文晏《嘉年华》           | 涂们《老兽》                | 惠英红《血观音》                          |
| 2018 | 55   | 《大象席地而坐》       | 张艺谋《影》             | 徐峥《我不是药神》          | 谢盈萱《谁先爱上他的》                    |
| 2019 | 56   | 《阳光普照》           | 钟孟宏《阳光普照》       | 陈以文《阳光普照》          | 杨雁雁《热带雨》                          |
| 2020 | 57   | 《消失的情人节》       | 陈玉勋《消失的情人节》   | 莫子仪《亲爱的房客》        | 陈淑芳《孤味》                            |
| 2021 | 58   | 《瀑布》               | 羅卓瑤《花果飄零》       | 張震《緝魂》                | 賈靜雯《瀑布》                            |
| 2022 | 59   | 《一家子兒咕咕叫》     | 陳潔瑤《哈勇家》         | 黃秋生《白日青春》          | 張艾嘉《燈火闌珊》                        |
| 2023 | 60   | 《石門》               | 蕭雅全《老狐狸》         | 吳慷仁《富都青年》          | 林品彤《小曉》                            |
| 2024 | 61   | 《一部未完成的電影》   | 婁燁《一部未完成的電影》 | 張志勇《漂亮朋友》          | 鍾雪瑩《看我今天怎麼說》                  |

| 年份 | 屆次 | 最佳男配角               | 最佳女配角                      | 最佳新演員                                | 最佳新導演                 |
| 1962 | 1    | 矮仔财《宜室宜家》       | 唐宝云《台风》                  | 未設置                                    | 未設置                     |
| 1963 | 2    | 马骥《白云故乡》         | 杜娟《巫山春回》                | 未設置                                    | 未設置                     |
| 1965 | 3    | 井淼《故都春梦》         | 王莱《人之初》                  | 未設置                                    | 未設置                     |
| 1966 | 4    | 吴家骥《金玉奴》         | 卢碧云《烟雨蒙蒙》              | 未設置                                    | 未設置                     |
| 1967 | 5    | 崔福生《贞节牌坊》       | 于倩《蓝与黑》                  | 未設置                                    | 未設置                     |
| 1968 | 6    | 井淼《烽火万里情》       | 欧阳莎菲《烽火万里情》          | 未設置                                    | 未設置                     |
| 1969 | 7    | 孙越《扬子江风云》       | 张冰玉《小镇春回》              | 未設置                                    | 未設置                     |
| 1970 | 8    | 仪铭《歌声魅影》         | 夏台凤《歌声魅影》              | 未設置                                    | 未設置                     |
| 1971 | 9    | 王戎《庭院深深》         | 陈莎莉《落鹰峡》                | 未設置                                    | 未設置                     |
| 1972 | 10   | 魏苏《大地春雷》         | 傅碧辉《秋决》                  | 未設置                                    | 未設置                     |
| 1973 | 11   | 王宇《突破国际死亡线》   | 卢燕《十四女英豪》              | 未設置                                    | 未設置                     |
| 1975 | 12   | 仪铭《云深不知处》       | 萧芳芳《女朋友》                | 未設置                                    | 未設置                     |
| 1976 | 13   | 郎雄《狼牙口》           | 张艾嘉《碧云天》                | 未設置                                    | 未設置                     |
| 1977 | 14   | 白鹰《千刀万里追》       | 胡茵梦《人在天涯》              | 未設置                                    | 未設置                     |
| 1978 | 15   | 谷名伦《日落北京城》     | 归亚蕾《蒂蒂日记》              | 未設置                                    | 未設置                     |
| 1979 | 16   | 韩苏《欢颜》             | 沈时华《一个女工的故事》        | 未設置                                    | 未設置                     |
| 1980 | 17   | 向云鹏《乡野人》         | 邵佩玲《茉莉花》                | 未設置                                    | 未設置                     |
| 1981 | 18   | 王珏《皇天后土》         | 王莱《小葫芦》                  | 未設置                                    | 未設置                     |
| 1982 | 19   | 谷峰《武松》             | 叶德娴《汽水加牛奶》            | 未設置                                    | 未設置                     |
| 1983 | 20   | 谷峰《待罪的女孩》       | 英英《看海的日子》              | 未設置                                    | 未設置                     |
| 1984 | 21   | 常枫《颐园飘香》         | 陈秋燕《油麻菜籽》              | 未設置                                    | 未設置                     |
| 1985 | 22   | 陈博正《超级市民》       | 唐如韫《童年往事》              | 未設置                                    | 未設置                     |
| 1986 | 23   | 秦沛《癫佬正传》         | 缪骞人《最爱》                  | 未設置                                    | 未設置                     |
| 1987 | 24   | 午马《倩女幽魂》         | 林珊如《期待你长大》            | 未設置                                    | 未設置                     |
| 1988 | 25   | 周星驰《霹雳先锋》       | 王莱《海峡两岸》                | 未設置                                    | 未設置                     |
| 1989 | 26   | 张世《香蕉天堂》         | 李淑桢《鲁冰花》                | 未設置                                    | 未設置                     |
| 1990 | 27   | 张学友《笑傲江湖》       | 张曼玉《滚滚红尘》              | 未設置                                    | 未設置                     |
| 1991 | 28   | 关海山《五亿探长雷洛传》 | 王莱《推手》 潘迪华《阿飞正传》 | 未設置                                    | 未設置                     |
| 1992 | 29   | 顾宝明《暗恋桃花源》     | 顾美华《浮世恋曲》              | 未設置                                    | 未設置                     |
| 1993 | 30   | 郎雄《喜宴》             | 归亚蕾《喜宴》                  | 未設置                                    | 未設置                     |
| 1994 | 31   | 王柏森《独立时代》       | 金燕玲《独立时代》              | 未設置                                    | 未設置                     |
| 1995 | 32   | 罗家英《女人四十》       | 文英《热带鱼》                  | 未設置                                    | 未設置                     |
| 1996 | 33   | 王启赞《麻将》           | 邱秀敏《忠仔》                  | 未設置                                    | 未設置                     |
| 1997 | 34   | 陈进兴《爱情来了》       | 廖慧珍《爱情来了》              | 未設置                                    | 未設置                     |
| 1998 | 35   | 曾志伟《愈快乐愈堕落》   | 舒淇《洪兴十三妹》              | 未設置                                    | 未設置                     |
| 1999 | 36   | 戴立忍《想死趁现在》     | 叶德娴《笨小孩》                | 未設置                                    | 未設置                     |
| 2000 | 37   | 太保《运转手之恋》       | 赵美龄《沙河悲歌》              | 姚月明《细路祥》                          | 未設置                     |
| 2001 | 38   | 谭耀文《野兽之瞳》       | 罗慧英《爱上我吧》              | 秦海璐《榴莲飘飘》                        | 未設置                     |
| 2002 | 39   | 黄秋生《想飞》           | 林嘉欣《男人四十》              | 林嘉欣《男人四十》                        | 未設置                     |
| 2003 | 40   | 黄秋生《无间道》         | 林美秀《黑狗来了》              | 王宝强《盲井》 郑智允《跑吧孩子》         | 未設置                     |
| 2004 | 41   | 吴彦祖《新警察故事》     | 白灵《三更2之饺子》             | 洪颢瑄《拥抱大白熊》 杨佑宁《17岁的天空》 | 未設置                     |
| 2005 | 42   | 黄秋生《头文字D》        | 元秋《功夫》                    | 周杰伦《头文字D》                         | 未設置                     |
| 2006 | 43   | 吴景滔《父子》           | 谢欣颖《爱丽丝的镜子》          | 张睿家《盛夏光年》                        | 未設置                     |
| 2007 | 44   | 梁家辉《战·鼓》          | 范冰冰《心中有鬼》              | 汤唯《色·戒》                             | 未設置                     |
| 2008 | 45   | 马如龙《海角七号》       | 梅芳《囧男孩》                  | 姜圣民《跳格子》                          | 未設置                     |
| 2009 | 46   | 王学圻《梅兰芳》         | 惠英红《心魔》                  | 余少群《梅兰芳》                          | 未設置                     |
| 2010 | 47   | 吴朋奉《父后七日》       | 郝蕾《第四张画》                | 李千娜《茱丽叶》                          | 何蔚庭《台北星期天》       |
| 2011 | 48   | 徐诣帆《赛德克·巴莱》    | 唐群《到阜阳六百里》            | 柯震东《那些年，我们一起追的女孩》        | 乌尔善《刀见笑》           |
| 2012 | 49   | 郑中基《低俗喜剧》       | 梁静《杀生》                    | 齐溪《浮城谜事》                          | 张荣吉《逆光飞翔》         |
| 2013 | 50   | 李雪健《一九四二》       | 杨雁雁《爸妈不在家》            | 郭书瑶《志气》                            | 陈哲艺《爸妈不在家》       |
| 2014 | 51   | 陈建斌《军中乐园》       | 万茜《军中乐园》                | 张磊《推拿》                              | 陈建斌《一个勺子》         |
| 2015 | 52   | 白只《踏血寻梅》         | 吕雪凤《醉·生梦死》             | 李鸿其《醉·生梦死》                       | 毕赣《路边野餐》           |
| 2016 | 53   | 林柏宏《六弄咖啡馆》     | 金燕玲《一念无明》              | 孔维一《八月》                            | 黄进《一念无明》           |
| 2017 | 54   | 陈竹昇《阿莉芙》         | 文淇《血观音》                  | 瑞玛席丹《强尼·凯克》                     | 黄信尧《大佛普拉斯》       |
| 2018 | 55   | 袁富华《翠丝》           | 丁宁《幸福城市》                | 钟家骏《只有大海知道》                    | 文牧野《我不是药神》       |
| 2019 | 56   | 刘冠廷《阳光普照》       | 张诗盈《我的灵魂是爱做的》      | 范少勋《下半场》                          | 徐汉强《返校》             |
| 2020 | 57   | 纳豆《同学麦娜丝》       | 陈淑芳《亲爱的房客》            | 陈姸霏《无声》                            | 张吉安《南巫》             |
| 2021 | 58   | 劉冠廷《詭扯》           | 王渝萱《該死的阿修羅》          | 方郁婷《美國女孩》                        | 阮鳳儀《美國女孩》         |
| 2022 | 59   | 朱軒洋《黑的教育》       | 林詹珍妹《哈勇家》              | 胡智強《一家子兒咕咕叫》                  | 劉國瑞《白日青春》         |
| 2023 | 60   | 陳慕義《老狐狸》         | 方志友《本日公休》              | 謝咏欣《但願人長久》                      | 卓亦謙《年少日記》         |
| 2024 | 61   | 施名帥《角頭－大橋頭》   | 楊貴媚《小雁與吳愛麗》          | 鄭又菲《BIG》                             | 曾威量、尹又巧《白衣蒼狗》 |

## 爭議

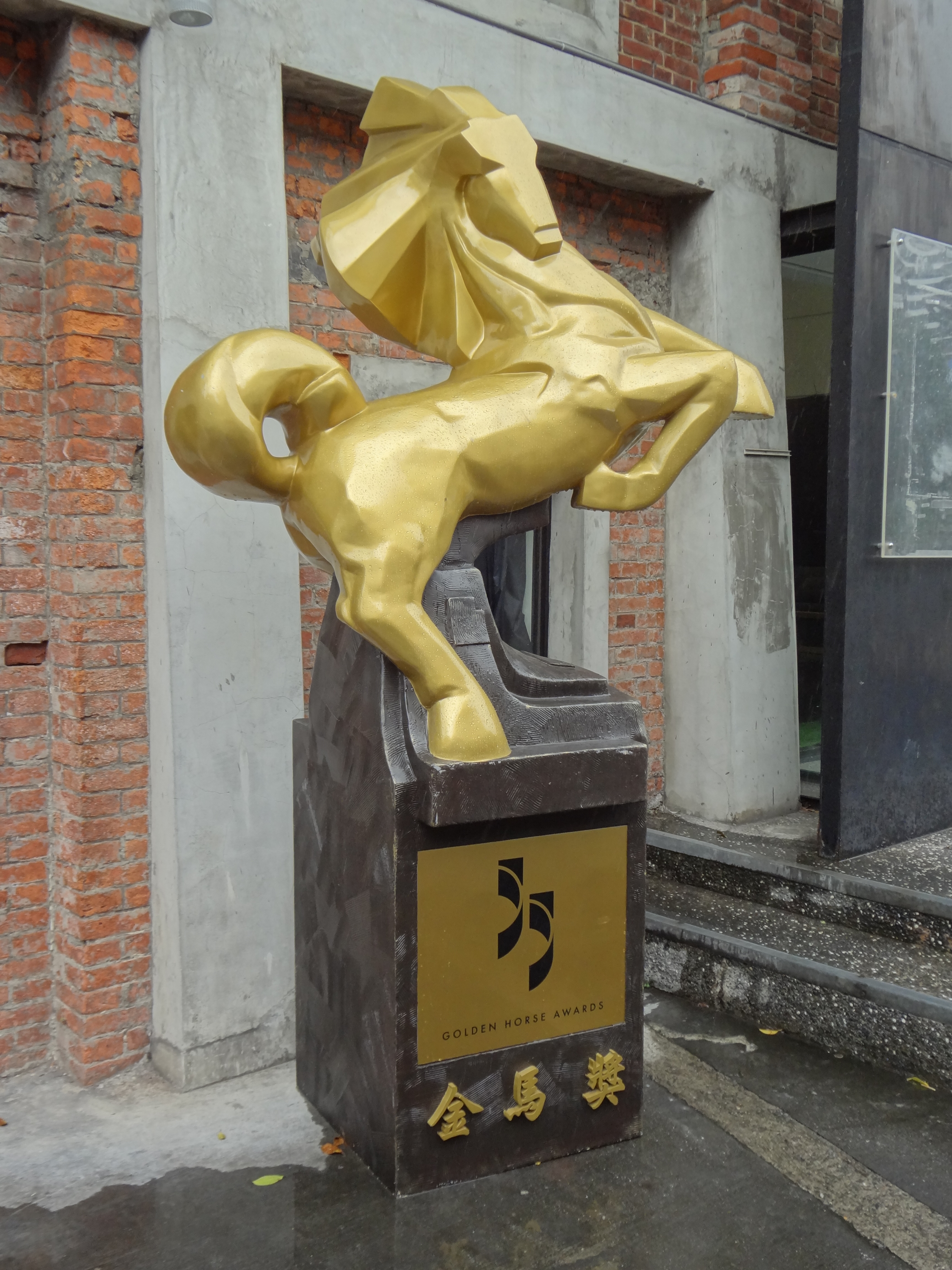
臺北市電影主題公園，雨中露天展示的第55屆金馬獎獎座雕刻。

### 外片獎
1989年金馬獎嘗試頒獎給外文片，例如當屆由美國籍的威廉·赫特以《意外的旅客》獲金馬獎外片最佳男主角、加拿大籍導演大衛·柯能堡以《雙生兄弟》獲外片最佳導演等，但金馬獎外片獎被批評不倫不類，僅辦一屆就停止，並且未在官方特刊歷屆得獎名單上獲得記錄。不過反而在國際知名電影網站IMDB上，仍可見此唯一一屆外片獎獲獎名單。

### 撤銷入圍
金馬獎過去曾出現多起因為不符合入圍資格而被撤銷入圍資格的情況。
1998年，臺灣動畫長片《魔法阿媽》以14票中取得12票的壓倒性支持入圍，卻在評審得獎會議受到部分抱有主觀偏見的評審糾葛，導致該屆最佳動畫長片從缺。例如評審黃木村認為該片沒有使用電腦特效、手法過於古老粗糙；評審劉立行、貢敏、王清華批評該片宣揚迷信、牽涉怪力亂神，將之與「宋七力」相提並論，並遊說其他評審跟進。
2003年以《飛躍情海》同時入圍最佳女主角、最佳新演員的林依晨，被發現前一年曾演出《空手道少女組》並擔任女主角而取消最佳新演員入圍資格，當年最佳女主角也敗給演出《金雞》的吳君如。
2008年原入圍年度臺灣傑出電影工作者的金城武，在名單公布6小時後被因日本國籍身分不符資格，取消該獎項入圍資格，成為金馬獎史上最短命的入圍者。同一屆最佳新演員入圍者田中千繪傳出出道多年早已在多部電影參與演出，入圍資格備受爭議，金馬獎委員會出面解釋，新人獎中的首次演出認定，在於是否擔任片中主/配角，對於只是客串性質演出在入圍資格認定上不構成問題。
2012年原入圍最佳原創電影歌曲的《沉默如謎的呼吸》 和《驚惶》，在入圍名單於2012年10月2日下午5點公布後，經過金馬執委會查證並非影片原創歌曲，也與電影公司求證確認後，於同日晚間10點在官方網站公告取消兩首歌曲的提名資格。
2022年原入圍最佳原創電影歌曲的《在路上》，在入圍名單公佈的兩天之後（2022年9月29日），由於報名公司主動來函告知本歌曲雖未正式發行，但早已做過公開演出，並非為電影《窄路微塵》全新創作，故由金馬執委會宣布取消提名資格。

### 抵制
2018年第55屆金馬獎，傅榆执導的太陽花學運紀錄片《我们的青春，在台湾》奪得金馬獎最佳紀錄片獎，其獲獎致辭道：「希望有一天我们的国家可以被当成一个真正独立的个体来看待，这是我身为台湾人最大的愿望。」，引发「台独」争议。2019年起，中華人民共和國国家电影局下令暫停中國大陸電影和人員參獎，導致金馬獎受到中國大陸乃至港澳地區业者的抵制。同年，中国金鸡奖由原两年一次改为一年一次，在厦门与金马奖同日对打，后不同日举办但仍固定在厦门。2022年第59屆金馬獎名單公布前，香港影業協會發信給協會成員，批評金馬獎「把政治與電影混為一談」、「沾污電影的獨立藝術性」，警告會員若要參加金馬獎，「務須三思，以免殃及池魚。」

## 外部連結
- 金馬獎官網 （页面存档备份，存于）
- 金馬影展 TGHFF的Facebook專頁
- 金馬獎的新浪微博
- goldenhorsefilmfestival的Instagram帳戶
- Taipei Golden Horse的X（前Twitter）
- YouTube上的TGHFF頻道
- 金馬獎直播網站 台灣大哥大MyVideo （页面存档备份，存于）
- 華文影史庫：金馬獎簡介 （页面存档备份，存于）